# Stefano Strazzabosco
Stefano Strazzabosco (* 2. November 1983 in Asiago) ist ein ehemaliger italienischer Grasskiläufer. Er gehörte von 2001 bis 2006 dem italienischen Grasski-Nationalkader an, wurde 2001 Juniorenweltmeister in der Kombination und erreichte mehrere Top-10-Resultate in Weltcuprennen.

## Karriere
Strazzabosco wurde 2001 in den italienischen Nationalkader aufgenommen und feierte in diesem Jahr auch seine ersten größeren Erfolge. Bei der Juniorenweltmeisterschaft 2001 in Bursa gewann er Silber im Super-G und Bronze im Slalom und damit die Goldmedaille in der Kombinationswertung. Im selben Jahr startete er auch bei der Weltmeisterschaft in Forni di Sopra, wo er jeweils Rang 21 im Riesenslalom und im Super-G belegte. Im Weltcup kam er in der Saison 2001 erstmals unter die besten 20 im Gesamtklassement. Das gelang ihm bis 2006 weitere vier Mal. Die Erfolge der Junioren-WM 2001 konnte Strazzabosco in den nächsten beiden Jahren nicht wiederholen. 2002 erreichte er Platz fünf im Slalom sowie Rang acht im Riesenslalom und 2003 waren seine besten Resultate Platz sieben im Super-G und Rang acht im Riesenslalom. Bei der Weltmeisterschaft 2003 in Castione della Presolana fuhr Strazzabosco auf Platz 18 im Riesenslalom und auf Rang 19 im Super-G.
Sein bestes Ergebnis im Gesamtweltcup erreichte der Italiener in der Saison 2004. Mit Platz zehn in der Kombination von Forni di Sopra, zwei zwölften Plätzen im zweiten Slalom von L’Aquila und im Super-G von Nové Město na Moravě und weiteren drei Platzierungen unter den schnellsten 25 erreichte er den 16. Gesamtrang. In der Saison 2005 fuhr Strazzabosco in allen sechs Weltcuprennen unter die schnellsten 20 und erreichte als bestes Resultat wie schon im Vorjahr Platz zehn in der Kombination von Forni di Sopra, womit er auf Platz 17 im Gesamtweltcup kam. Bei der Weltmeisterschaft 2005 in Dizin klassierte er sich in allen Bewerben unter den schnellsten 30, wobei sein bestes Resultat der 20. Platz im Riesenslalom war. Zudem erreichte er 2005 mit Platz fünf im Super-G sein bestes Ergebnis bei den Italienischen Meisterschaften. Die Saison 2006 war Strazzaboscos Letzte. Mit Platz sechs im Riesenslalom von Forni di Sopra und weiteren vier Top-12-Resultaten belegte er Platz 19 im Gesamtweltcup.

## Erfolge

### Weltmeisterschaften
- Forni di Sopra 2001: 21. Riesenslalom, 21. Super-G
- Castione della Presolana 2003: 18. Riesenslalom, 19. Super-G
- Dizin 2005: 20. Riesenslalom, 22. Kombination, 25. Slalom, 30. Super-G

### Juniorenweltmeisterschaften
- Bursa 2001: 1. Kombination, 2. Super-G, 3. Slalom
- Nové Město na Moravě 2002: 5. Slalom, 8. Riesenslalom
- Goldingen 2003: 7. Super-G, 8. Riesenslalom, 25. Kombination, 28. Slalom

### Weltcup
- Fünfmal unter den besten 20 im Gesamtweltcup
- Bestes Gesamtresultat: Platz 16 in der Saison 2004